# Така моя воля
«Така моя воля» («Le Bon Plaisir») — французька кінодрама 1984 року, знятий режисером Франсісом Жиро, з Катрін Денев у головній ролі.

## Сюжет
Історія французького президента, який намагається зберегти в таємниці від усіх, що має позашлюбну дитину.

## У ролях
- Катрін Денев: Клер Депре
- Мішель Серро: міністр внутрішніх справ, «Поллукс»
- Жан-Луї Трінтіньян: президент республіки, «Кастор»
- Мішель Оклер: Герберт
- Іпполіт Жирардо: П'єр
- Клод Вінтер: дружина президента
- Меттью Піллсбері: Майк Депре
- Олександра Стюарт: Жюлі Хоффман
- Джанін Дарсі: Берта
- Мішель Берто: чоловік Берти, власник кафе
- Жак Сері: міністр закордонних справ
- Мішель Буарон: прем'єр-міністр
- Жак Донійоль-Валькроз: адвокат
- Іветта Етьєван: секретар президента
- Вівіан Блассель: радіоведуча
- Жером Годфруа: радіожурналіст
- Моріс Орґес: директор радіо
- Філіпп Брізар: дворецький президента
- Лоранс Масля: молода жінка в літаку
- Даніель Месгіч: голос коханця Клер
- Крістін Окрен: журналістка на прес-ланчі
- Режис Варньє: журналіст в аеропорту
- Роже Казес: менеджер у ресторані «Chez Lipp»

## Знімальна група
- Режисер: Франсіс Жиро
- Сценаристи: Франсуаза Жиро, Франсіс Жиро
- Оператор: Жан Пензер
- Композитор: Жорж Делер
- Художник: Франсуа де Ламот
- Продюсер: Марін Карміц